# 松島紀念公園

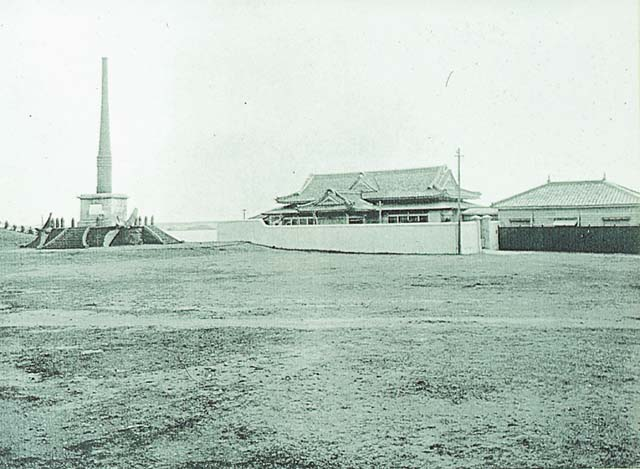
松島紀念公園內的松島艦遭難慰靈碑/紀念碑，以松島艦主砲砲身與螺旋推進器所建造

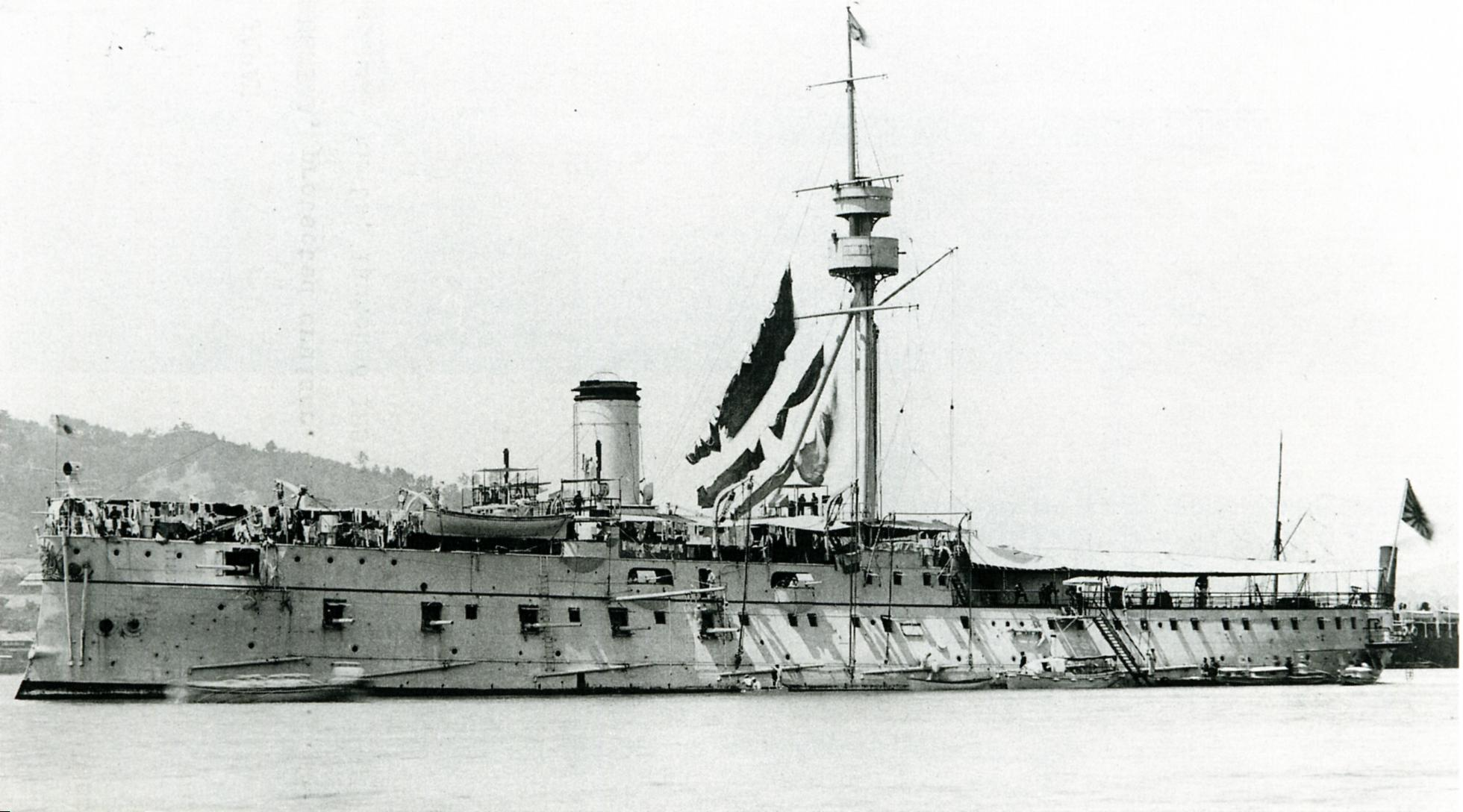
松島艦、1896年

松島紀念公園是台灣澎湖縣馬公市曾存在的公園，日治時代為紀念防護巡洋艦「松島」而設置，也稱松島公園，位在今民福路、仁愛路、民權路、中興路所圍繞之區域。

## 歷史
日治時代1908年4月30日凌晨，海軍兵學校第35期學生實習，松島作為練習艦，剛結束遠洋航海回到澎湖馬公港時，因彈藥庫藥火自然燃燒而爆炸下沉，350名船員近半數喪生。為了紀念松島艦不幸遇難，在馬公設立松島紀念館、松島紀念公園、慰靈碑。
公園在第二次世界大戰遭受盟軍嚴重轟炸，已夷為荒地。戰後1952年，在公園舊址開闢建國市場。1998年，市場毀於大火。

## 脚注
1. ↑  松島艦遭難紀念碑 的存檔，存档日期2015-12-22., 高雄市立歷史博物館
2. ↑  .   [2020-09-23]. （原始内容存档于2020-11-13）.